# Дьявольский куб

Набор поликубов для дьявольского куба.

Дьявольский куб — это трёхмерная разрезная головоломка, состоящая из шести поликубов (тел, образованных склеиванием кубов вместе грань к грани), из которых можно собрать один куб 3 × 3 × 3.
Шесть частей составляют: один дикуб, один трикуб, один тетракуб, один пентакуб, один гексакуб и один гептакуб, то есть поликубы из 2, 3, 4, 5, 6 и 7 кубов.
Имеется много похожих вариантов этого типа головоломок, включая кубики сома и головоломку Слотобера — Граатсмы, два других рассечения куба 3 × 3 × 3 на поликубы, использующие семь и девять частей соответственно. Однако Кофин пишет, что дьявольский куб является старейшей головоломкой такого типа, впервые появившейся в книге 1893 года Puzzles Old and New (Старые и новые головоломки) Профессора Хофмана (настоящее имя — Анжело Льюис).
Поскольку все части головоломки плоские, их форма не меняется при зеркальном отражении, так что зеркальное отражение решения даёт либо то же самое решение, либо другое решение. Головоломка имеет 13 различных решений, если зеркальные решения не считаются различными.